# UTC−02:00

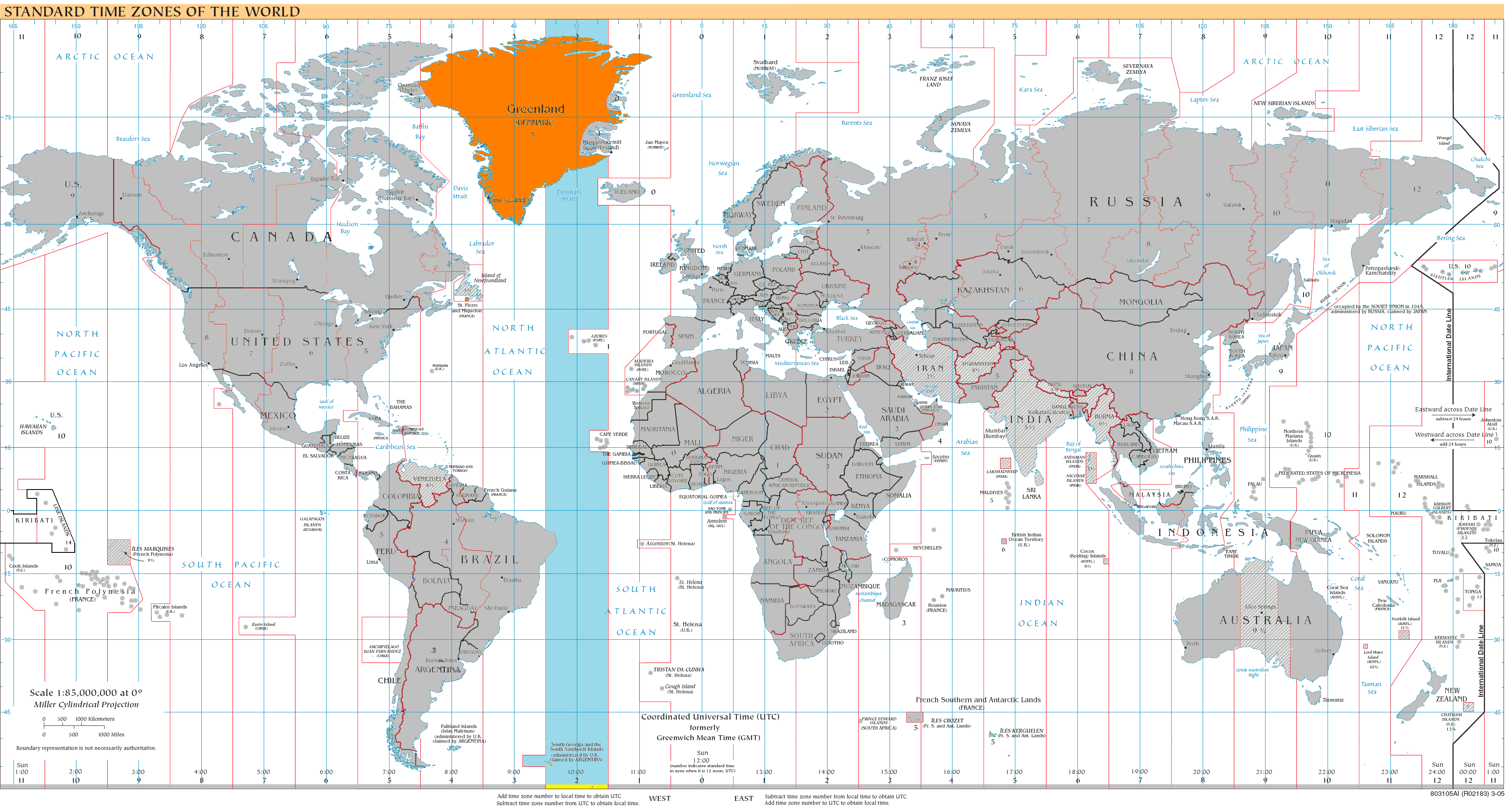
UTC-02:Blau (desembre), taronja (juny), groc (l'any sencer), blau clar (àrees marines)

UTC−02:00 és una zona horària d'UTC amb 2 hores de retard de l'UTC. El seu codi DTG és O -Oscar.

## Zones horàries
- South Georgia and the South Sandwich Islands (GST)
- Brazil Eastern Standard Time (BEST)

Horaris d'estiu
- Pierre & Miquelon Daylight Time (PMDT)
- Central Greenland Summer Time (CGST)
- Uruguay Summer Time (UYST)
- Argentina Daylight Time (ARDT)
- Brazilia Summer Time (BRST)

## Franges

### Temps estàndard (l'any sencer)
- Regne Unit
  - Illes Geòrgia del Sud i Sandwich del Sud
- Brasil[1]
  - São Pedro e São Paulo
  - Fernando de Noronha
  - Trindade i Martim Vaz

### Temps d'estiu (estiu a l'hemisferi nord)
Aquestes zones utilitzen el UTC-03:00 a l'hivern i el UTC-02:00 a l'estiu.
- Groenlàndia (La major part de l'illa, a excepció de les àrees a l'oest de Qaanaaq i Ittoqqortoormiit i a l'est de Danmarkshavn)
- França
  - Saint-Pierre i Miquelon

### Temps d'estiu (estiu a l'hemisferi sud)
Aquestes zones utilitzen el UTC-03:00 a l'hivern i el UTC-02:00 a l'estiu.
- Brasil
  - Districte Federal
  - Espírito Santo
  - Goiás
  - Minas Gerais
  - Paraná
  - Rio de Janeiro
  - Rio Grande do Sul
  - Santa Catarina
  - São Paulo
- Uruguai

## Geografia
UTC-02 és la zona horària nàutica que comprèn l'alta mar entre 37,5°O i 22,5°O de longitud. En el temps solar aquest fus horari és el corresponent el meridià 30° oest.